# Jalšové
Jalšové je obec na Slovensku, v okrese Hlohovec v Trnavském kraji na západním Slovensku.

## Historie
V historických záznamech je obec poprvé zmiňována v roce 1352. V obci stojí římskokatolická románská rotunda z 12. století.

## Geografie
Obec leží v nadmořské výšce 180 m na ploše 9,331 km2. Žije zde 473 obyvatel.